# Stictotarsus neomexicanus
Stictotarsus neomexicanus là một loài bọ cánh cứng trong họ Bọ nước. Loài này được Zimmerman & A.H.Smith miêu tả khoa học năm 1975.